# Abu Marwan Abd al-Malik I
Abū Marwān ʿAbd al-Malik I al-Saʿdī (in arabo عبد الملك الأول السعدي‎?; ... – Ksar El Kebir, 4 agosto 1578) è stato un sultano  della dinastia sa'diana del Maghreb al-Aqsa (attuale Marocco). Regnò dal 1576 fino al 1578, data della sua morte, dopo la battaglia di Ksar El Kebir contro il Portogallo.

## Principe sa'diano
ʿAbd al-Malik fu uno dei figli del sultano sa'diano Muhammad al-Shaykh, quest'ultimo venne assassinato dagli Ottomani per ordine di Ḥasan Pascià, figlio di Khayr al-Din Barbarossa, mentre stava preparando un'alleanza con la Spagna in funzione anti-ottomana.
Uno dei fratelli di ʿAbd al-Malik, ʿAbd Allāh al-Ghālib, s'impadronì del potere, progettando di eliminare i suoi fratelli per consolidarlo. ʿAbd al-Malik si trovava a Sigilmassa assieme al fratello Aḥmad quando ʿAbd Allāh al-Ghālib salì al potere. Dovettero quindi fuggire dal Marocco assieme ad un terzo fratello, ʿAbd al-Muʾmin, raggiungendo Algeri (capitale dell'Algeria ottomana).

## Esilio nell'Impero ottomano (1557-75)

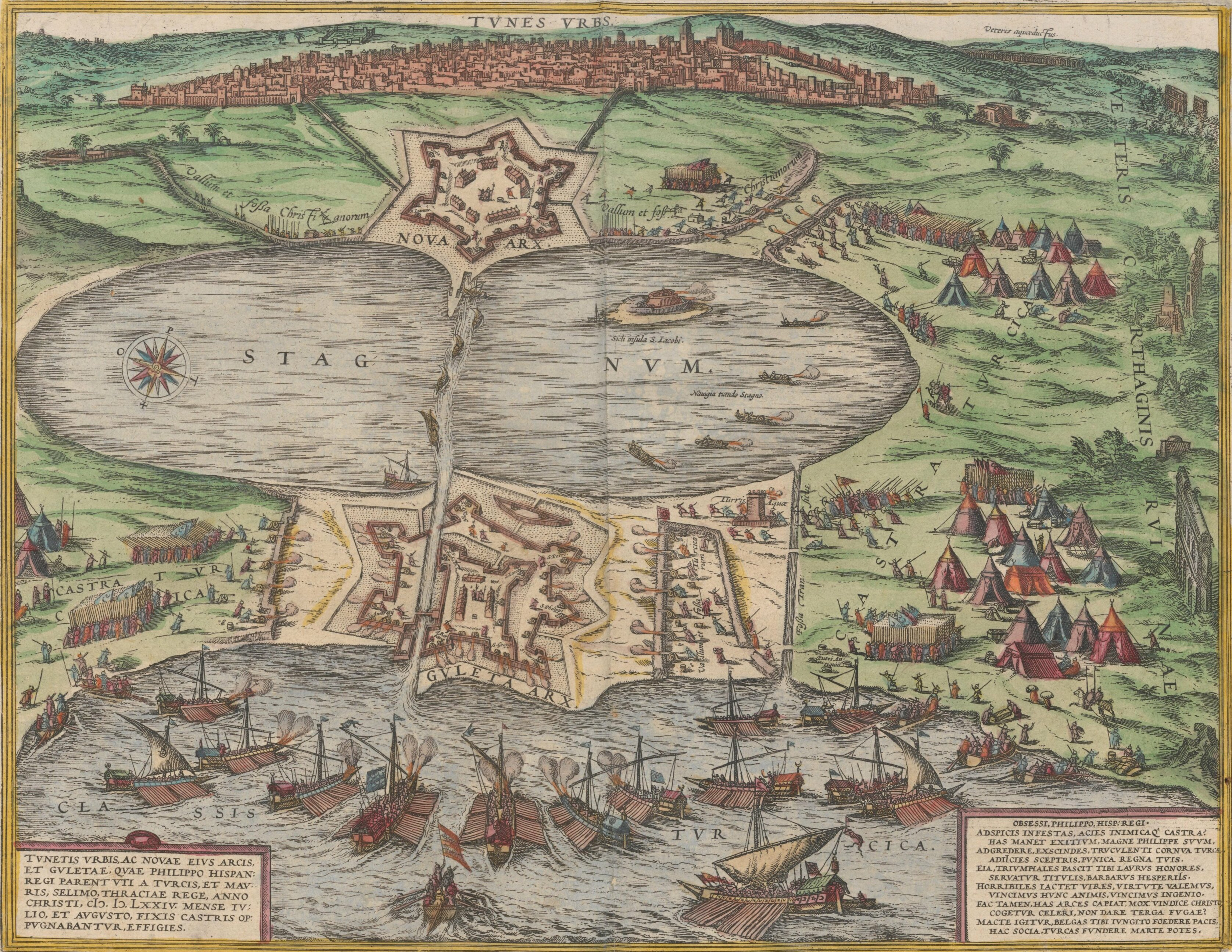
ʿAbd al-Malik partecipò alla conquista ottomana di Tunisi del 1574.

ʿAbd al-Malik trascorse 17 anni tra gli Ottomani con i suoi fratelli, tra Algeri e Istanbul, beneficiando in questo modo di una formazione ottomana. Era molto istruito e conosceva almeno cinque lingue, tanto che le lettere diplomatiche ai sovrani inglesi, spagnoli e portoghesi le scriveva lui personalmente.  Il fratello ʿAbd al-Muʾmin venne nominato governatore della città di Tlemcen da Ḥasan Pascià, ma venne assassinato nel 1571.
ʿAbd al-Malik visitò Istanbul in diverse occasioni. Andò nella capitale ottomana nel mese di luglio 1571, partecipò il 7 ottobre 1571 con il fratello Ahmad al-Mansur alla battaglia di Lepanto al fianco degli Ottomani.  Venne fatto prigioniero durante la battaglia e condotto in Spagna. Fu portato al cospetto del  re Filippo II, che decise, su consiglio di Andrea Gasparo Corso, di tenerlo prigioniero nel possedimento spagnolo di Orano, al fine di utilizzarlo quando se ne fosse presentata l'occasione. ʿAbd al-Malik riuscì a fuggire da Orano nel 1573, tornando nell'Impero ottomano.
Nel gennaio del 1574, mentre era a Istanbul, fu salvato nel corso di un'epidemia dal medico francese Guillaume Bérard. Di conseguenza, i due divennero amici. Quando ʿAbd al-Malik divenne sultano, scrisse a Enrico III di Francia, chiedendogli di nominare Guillaume Bérard Console di Francia in Marocco.
Nel 1574, ʿAbd al-Malik partecipò alla conquista ottomana di Tunisi. In seguito a questo successo, si recò nuovamente a Costantinopoli, ottenendo dal nuovo sultano ottomano Murad III un suo aiuto militare, utile a riconquistare il trono in Marocco.

## Regno (1576-78)

### Conquista del trono
In Marocco nel frattempo Abd Allah al-Ghalib era morto (22 gennaio 1574) ed era salito sul trono il figlio Muḥammad II, nonostante la regola di successione della dinastia sa'diana che attribuiva il trono al fratello minore del sultano defunto. L'erede legittimo alla successione sarebbe stato quindi ʿAbd al-Malik.

Nella reggenza di Algeri ʿAbd al-Malik formò un esercito di 10.000 soldati nel 1576, riuscendo a conquistare Fès nello stesso anno.
ʿAbd al-Malik riconobbe il sultano ottomano Murad III come suo califfo. Riorganizzò il suo esercito sul modello ottomano, riformò la corte adottando costumi ottomani, ma si volle presto liberare delle truppe turche che lo avevano aiutato a conquistare il trono e dovette quindi pagare una grossa somma di denaro in cambio della loro partenza.
Nel periodo successivo cercò di aumentare il commercio e migliorare le relazioni con l'Europa, in particolar modo con l'Inghilterra. Fu stilata un'alleanza anglo-marocchina con Elisabetta I. Richard Hakluyt, citando Edmund Hogan scrisse che "il sovrano "Abdelmelech" prova un grande affetto per la nostra nazione a causa della nostra religione, che vieta il culto degli idoli".

### Battaglia di Ksar El Kebir (1578)

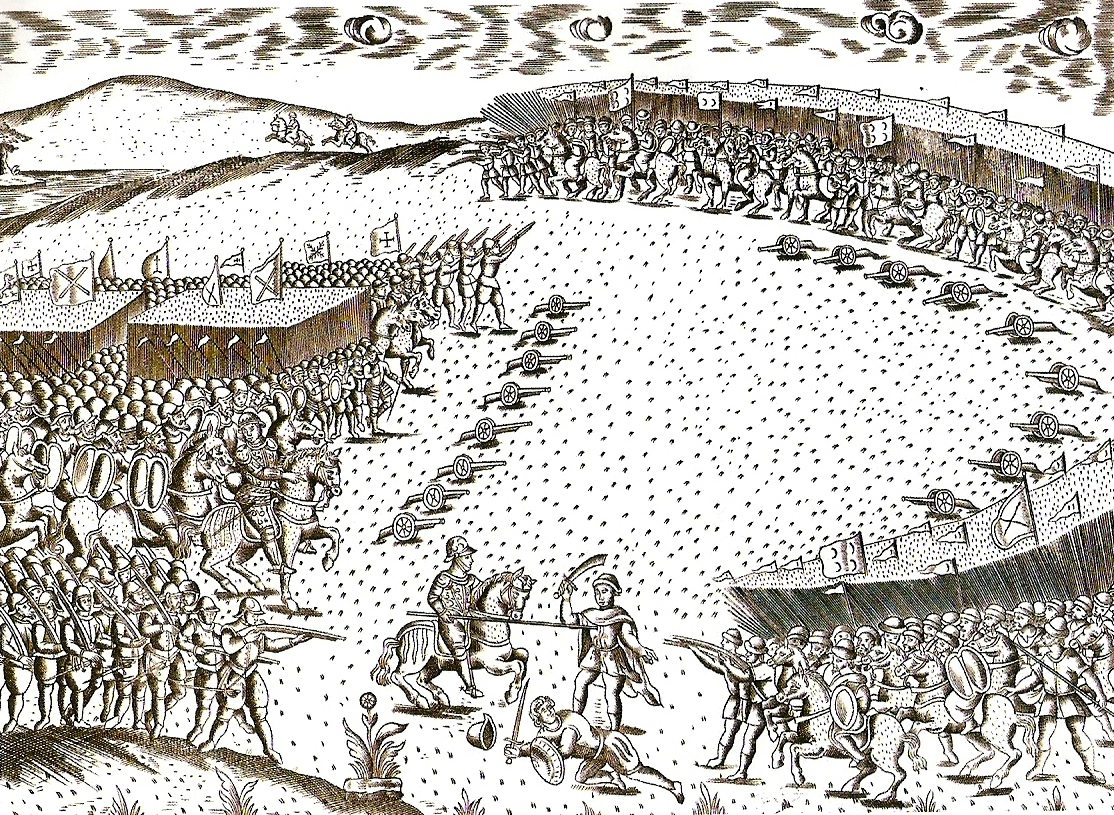
La battaglia di Ksar El Kebir

Il nipote di ʿAbd al-Malik, Muḥammad II, dopo aver perso il trono, fuggì in Portogallo e convinse il re Sebastiano a lanciare una campagna militare contro il Marocco. La spedizione si  rivelò un completo fallimento: i Portoghesi vennero sconfitti nel 1578 nella battaglia di Ksar El Kebir (detta anche battaglia dei tre re o battaglia del Wadi l-Makhazin). La battaglia si concluse dopo quasi quattro ore di pesanti combattimenti e portò alla totale disfatta dell'esercito portoghese. Persero la vita nell'occasione lo stesso Sebastiano e tutta la nobiltà portoghese combattente; 15.000 uomini furono fatti prigionieri e solo un centinaio di superstiti riuscì a fuggire verso la costa. Il corpo del re Sebastiano, che morì quando guidava personalmente una carica contro il nemico, non fu mai trovato.
Il sultano ʿAbd Al-Malik morì durante la battaglia, ma per cause naturali (era già anziano e molto malato), ma la notizia della sua morte fu tenuta nascosta dal suo medico ebreo fino a che la vittoria totale non fu assicurata. 
Dopo la sconfitta Muḥammad II cercò di fuggire ma morì annegato cercando di guadare il Wadi l-Makhazin, un affluente del fiume Luccus.
La data della sconfitta dell'esercito portoghese e della morte di Sebastiano venne festeggiata dagli ebrei marocchini nei secoli a venire, perché interpretarono la sconfitta come una punizione divina contro la dinastia Aviz, che aveva espulso gli ebrei dal Portogallo nel 1497, e molti degli ebrei espulsi dal Portogallo si rifugiarono proprio a Ksar El Kebir, e in tutto il nord del Marocco. Inoltre, prima di partire per la sua campagna, Sebastiano fece un giuramento solenne in una chiesa di Lisbona, giurando che se avesse vinto la battaglia avrebbe costretto tutti gli ebrei delle terre conquistate a convertirsi al cristianesimo. 
Con i "tre re" morti, salì sul trono sa'diano Ahmad al-Mansur, fratello di ʿAbd al-Malik.